# Lern- und Verhaltensampel

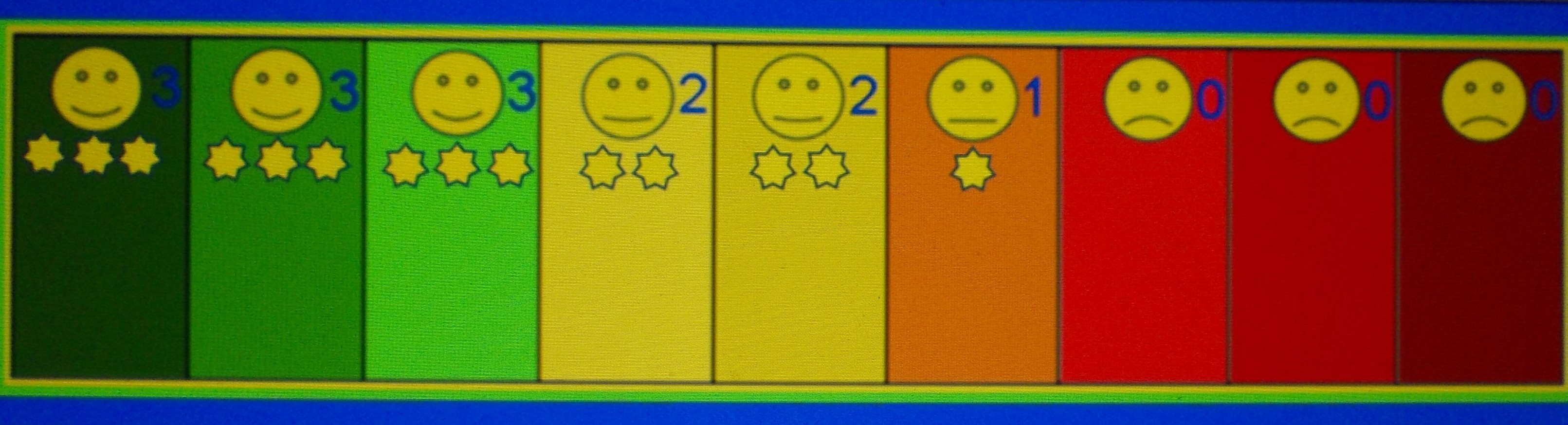
Beispiel für eine kindgerechte Lern- und Verhaltensampel

Die Lern- und Verhaltensampel (Synonyme Klassenampel, Feedback-Ampel, Lärmampel, Benimm-Ampel) kann in pädagogischen Einrichtungen (z. B. Schulen, Heime, Kitas) zur Steuerung des Verhaltens von Kindern und Jugendlichen verwendet werden. Sie basiert auf den Annahmen des Behaviorismus (operantes Konditionieren). Die Kinder und Jugendlichen können sich  bei erwünschtem Verhalten kleine Belohnungen verdienen. Durch die Ampel geben die Erwachsenen den Kindern und Jugendlichen eine direkte Rückmeldung auf das gezeigte Verhalten, unerwünschtes Verhalten wird reduziert und erwünschtes Verhalten verstärkt. Sie ist bei internalisierenden und externalisierenden Problemverhalten einsetzbar.
Empirische Untersuchungen zeigen, dass die Ampel bei Kindern und Jugendlichen ohne Verhaltensschwierigkeiten nicht verwendet werden sollte (Deci & Ryan, 1993). Diese verhalten sich schon eigenständig intrinsisch positiv und würden durch die zusätzliche Verwendung von extrinsisch motivierenden Verfahren wie der Ampel ihr eigenständiges positives Verhalten reduzieren.